# Hlavno
Hlavno (németül: Kloben) Citice településrésze Csehországban a Karlovy Vary-i kerület Sokolovi járásában. Központi községétől 2 km-re délnyugatra fekszik. A 2001-es népszámlálási adatok szerint 52 lakóháza és 142 lakosa van.